# Norman Smiley
Norman Anthony Smiley (Northampton, 28 de fevereiro de 1965) é um lutador de wrestling profissional inglês, mais conhecido por seu trabalho na World Championship Wrestling (WCW). Desde 2007, Smiley trabalha para a WWE como um treinador e autoridade na Florida Championship Wrestling (FCW), hoje NXT Wrestling.

## No wrestling
- Movimentos de finalização
  - Norman Conquest (Crossface chickenwing)[1]

- Movimentos secundários
  - Armbar
  - Belly to back suplex
  - SMBU/Big Wiggle/ Hardcore Wiggle[1] (atrás de um oponente inclinado, Smiley lambe suas mãos, esfrega seu peito e finge estapear os quadris do oponente)
  - Bodyscissors
  - Diving crossbody
  - European uppercut
  - Jumping headbutt
  - Sunset flip out of the corner[1]
  - Upside Down Frown[2] (Twisting delayed scoop slam)
  - Victory roll

- Managers
  - Ralphus

- Alcunhas
  - "Screamin" Norman Smiley[1]

## Títulos e prêmios
- Consejo Mundial de Lucha Libre
  - CMLL World Heavyweight Championship (1 vez)[1]

- Four Star Championship Wrestling
  - FSCW Heavyweight Championship (1 vez)

- Xtreme Wrestling Alliance
  - XWA World Heavyweight Championship (1 vez)

- Future of Wrestling
  - FOW Heavyweight Championship (1 vez)

- Global Wrestling Alliance
  - GWA Global Television Championship (1 vez)

- Independent Pro Wrestling Association
  - IPWA Southern Championship (1 vez)
  - IPWA Tag Team Championship (1 vez) – com Joe DeFuria

- Maximum Pro Wrestling
  - MXPW Heavyweight Championship (1 vez)

- World Championship Wrestling
  - WCW Hardcore Championship (2 vezes)[1]

- Pro Wrestling Illustrated
  - PWI o colocou na # 375ª posição dos 500 melhores lutadores individuais da história em 2003